# اللغة الأم الجرمانية
في اللغويات التاريخية، تشتمل اللغة الأم الجرمانية (GPL) على اللغات التي أعيد بناؤها في المجموعة الجرمانية التي يشار إليها باسم ما قبل الجرمانية الهندية الأوروبية (PreGmc)، البروتينية الجرمانية المبكرة (EPGmc)، والبروتينية الجرمانية المتأخرة (LPGmc)، المنطوقة في 2 و1 آلاف سنة قبل الميلاد.
يشير مصطلح الجرمانية الأقل دقة، والذي يظهر في علم أصول الكلام، والقواميس، وما إلى ذلك، إلى لغة يتحدث بها في الألفية الأولى، اقترح في ذلك الوقت التطور إلى مجموعة من اللغات الجرمانية - مصطلح أكثر صرامة لنفس الاقتراح، ولكن مع توقيت بديل، هي اللغة الجرمانية البدائية. كمستحدث جديد يمكن التعرف عليه، يبدو أن اللغة الأم الجرمانية قد استخدمت لأول مرة من قبل فرانس فان كوتسيم في عام 1994. كما أنه يظهر في أعمال ألزبيتا أدامزيك، وجوناثان سلوكوم، وينفريد بي ليمان.